# Bujny Szlacheckie (gromada)
Bujny Szlacheckie – dawna gromada, czyli najmniejsza jednostka podziału terytorialnego Polskiej Rzeczypospolitej Ludowej w latach 1954–1972.
Gromady, z gromadzkimi radami narodowymi (GRN) jako organami władzy najniższego stopnia na wsi, funkcjonowały od reformy reorganizującej administrację wiejską przeprowadzonej jesienią 1954 do momentu ich zniesienia z dniem 1 stycznia 1973, tym samym wypierając organizację gminną w latach 1954–1972.
Gromadę Bujny Szlacheckie siedzibą GRN w Bujnach Szlacheckich utworzono – jako jedną z 8759 gromad na obszarze Polski – w powiecie piotrkowskim w woj. łódzkim, na mocy uchwały nr 35/54 WRN w Łodzi z dnia 4 października 1954. W skład jednostki weszły obszary dotychczasowych gromad Bujny Szlacheckie, Grabostów, Łobudzice kol., Łobudzice wieś, Ostoja i Rożniatowice ze zniesionej gminy Bujny Szlacheckie w powiecie piotrkowskim oraz obszar dotychczasowej gromady Bujny Księże ze zniesionej gminy Zelów w powiecie łaskim. Dla gromady ustalono 20 członków gromadzkiej rady narodowej.
1 stycznia 1956 gromada weszła w skład nowo utworzonego powiatu bełchatowskiego w tymże województwie.
Gromada przetrwała do końca 1972 roku, czyli do kolejnej reformy gminnej.